# Kim Schwartz
Kim Schwartz (født 1963) er en dansk sanger og sangskriver. Han har deltaget i Dansk Melodi Grand Prix to gange, senest i 2006 med sangen "Åh Amore", der opnåede en fjerdeplads. Kim Schwartz hittede i 1995 med sangen "Køge Torv" . 
Kim Schwartz har prøvet kræfter med Rock, Country og arbejdet on and off i Nashville og stille og roligt udviklet sin sangskrivning. Herhjemme har han efterhånden fundet sin egen stil som sangskriver med mere end 200 sange på samvittigheden. Kim har også skrevet og leveret sange til bl.a. Peter Belli, Rock Nalle, Dario Campeotto, Kirsten Siggaard, Kandis med flere og sammen med John Hatting skrev Kim Schwartz i 1997  Flemming Bamse Jørgensens store julehit Jul På Vimmersvej - Kim Schwartz optræder som udøvende kunstner som solo, duo, trio og med band med eget materiale.

## Diskografi
- Glad for at det lige blev mig (1993)
- En helt almind'lig mand (1994)
- Gone walkabout (1996)
- Så vidt man ved (1998)
- Lykkelig og fri (2001)
- Tjek på sovsen (2004)
- Verdens Bedste Øjeblik (2006)
- Schwartz (2009)
- Håndbog For Kærester (2013)
- Kom Nærmere (2022)